# ألكسندر فينوغرادوف
الكسندر فينوغرادوف (28 فبراير 1918 في روسيا - 10 ديسمبر 1988 في روسيا) هو لاعب هوكي الجليد ولاعب كرة قدم (وحمل سابقاً جنسية الاتحاد السوفيتي) في مركزي الوسط ومدافع ‏. لعب مع فريق موسكو للقوة العسكرية الجوية.

## وصلات خارجية
- ألكسندر فينوغرادوف على موقع أوليمبيديا (الإنجليزية)